# زياد سعد
زياد سعد (1960-)، ممثل سوري ولد في مدينة اللاذقية، وهو الشقيق الأصغر للممثل جهاد سعد يحمل إجازة في الفنون المسرحية والتحق بعضوية نقابة الفنانين عام 1982، وهو متزوج من الممثلة السورية جيانا عيد.

## أهم الأعمال التي شارك بها

### في المسرح
كانون الثاني - كاليجولا - كل شيء في الحديقة - حكاية ميديا وجيسون - هاملت بلا هاملت - وغيرها

### في الإذاعة
العديد من الأعمال الإذاعية

### في التلفزيون
- الغدر
- الطبيبة
- أحلام زائفة
- إخوة التراب
- الطويبي
- ليل المسافرين
- درب التبان
- الرجل الأخير
- أنشودة المطر
- العبابيد
- جواد الليل
- الوجه والمرآة
- امرأة من رماد
- العروس.[3]
- التوأم (1991)
- بقايا دموع